# Thomas Nord

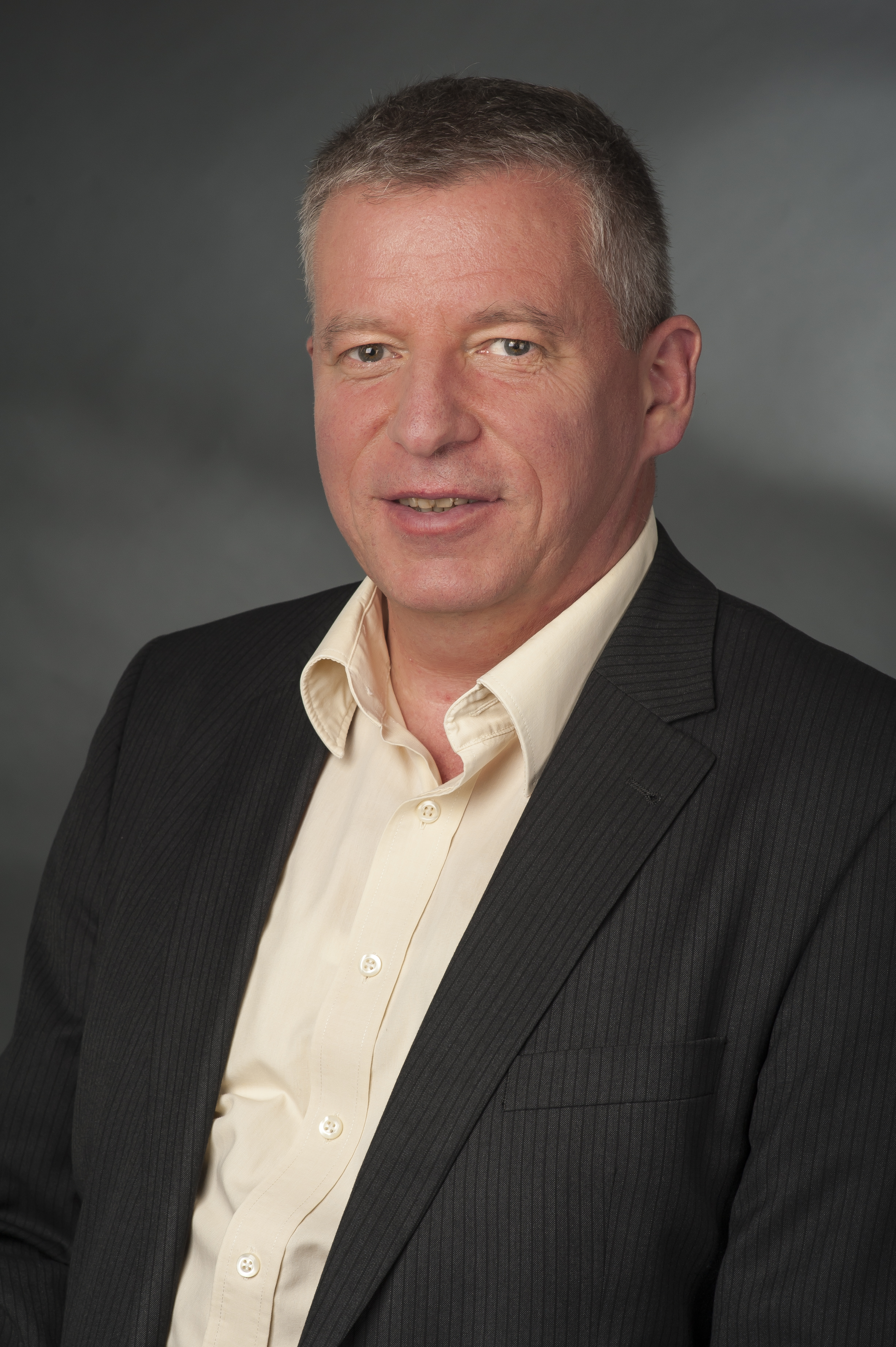

Thomas Nord, né le 19 octobre 1957 à Berlin, est un homme politique allemand (Membre du Parti Die Linke– La Gauche) et député au Bundestag.
De 2005 à 2012, il a été président régional du PDS (Parti du socialisme démocratique) dans le Brandebourg. Thomas Nord est Député au Bundestag depuis 2009, membre de la direction du Parti (die Linke) depuis 2012. Depuis mai 2014, il est trésorier de son parti. Il a aussi été collaborateur bénévole du ministre de la Sécurité d'État.

## Biographie
Thomas Nord a grandi à Berlin-Est. Après avoir terminé ses études à l'École Supérieure Polytechnique, il suit une formation de monteur en machines et installations. De 1976 à 1980, il accomplit son service militaire au sein de la marine de la RDA comme sous-officier. Puis, il a été responsable quatre années durant du club des jeunes du quartier de Prenzlauer Berg et a étudié les sciences de la culture à l'école spécialisée Martin Andersen Nexö. À partir de 1984, il travaille à la Jeunesse Libre Allemande (FDJ) d'abord comme secrétaire à la culture et au sport puis comme deuxième secrétaire de la direction d'arrondissement de la FDJ dans le quartier berlinois de Prenzlauer Berg.
Après la chute du Mur en 1989, il devient président du PDS dans l'arrondissement de Prenzlauer Berg et, en 1991, responsable à l'organisation du parti pour la ville de Berlin. L'année suivante, il cesse cette activité et devient employé dans une imprimerie.
En 1993, il devient vice-président du PDS de Berlin. En 1994, il organise la bataille électorale de Stefan Heym dont il devient le collaborateur à partir de 1995. Lorsque Stefan Heym quitte le Bundestag, Thomas Nord devient collaborateur du groupe du PDS au Bundestag. De 1999 à 2002, il travaille comme collaborateur dans la circonscription du député fédéral au Bundestag, Wolfgang Gehrcke. Après la défaite électorale du PDS en 2002, Thomas Nord devient responsable à l'organisation du PDS dans le Land de Brandebourg, puis président en 2005. En 2009, il est candidat au Bundestag et conquiert le siège de la 63e circonscription grâce à un mandat direct qu'il obtient avec 32,3% des voix. Aux élections fédérales de 2013, il est distancé par l'ancien maire de Francfort-sur-l'Oder, Martin Patzelt de la CDU. Il est néanmoins élu à la 18e législature au titre de la liste régionale du Brandebourg.

### Famille
Thomas Nord est divorcé et a deux filles.

## Politique

### Parti et engagement politique
Thomas Nord entre au SED (Parti socialiste unifié d'Allemagne) et jusqu'en 1984 exerce plusieurs responsabilités militantes bénévoles. La même année, il devient permanent de la direction cantonale de la FDJ. La chute du Mur en 1989 le conduit à réfléchir sur son passé communiste. Il prend parti en faveur de la rupture avec le stalinisme et, en parfaite transparence quant à sa biographie personnelle, il entre au PDS (Parti du socialisme démocratique).
En 1998, Thomas Nord soutient « La déclaration d'Erfurt-Debout pour une autre politique ». À partir de 1999, il s'engage dans le Brandebourg. Après diverses responsabilités qu'il exerce à Ostprignitz, il devient responsable régional à l'organisation du PDS et y conduit la réforme du Parti. En 2005, il est élu président régional et chef de file du Parti pour les élections. Thomas Nord a été membre de la délégation de son parti lors des discussions exploratoires avec le SPD après les élections de 2004 au Parlement régional. En 2009, en sa qualité de président régional, il conduit la délégation de die Linke qui négocie le Pacte de coalition avec le SPD du Brandebourg. C'est avec Kerstin Kaiser, Matthias Platzeck et Günter Baske qu'il signe le Pacte de coalition Rouge-Rouge.
Lors du congrès du Parti à Göttingen en 2012, il est élu membre de la direction du Parti. En 2014, lors du congrès de Berlin, il est élu trésorier du Parti. Au printemps 2014, il est réélu à la direction du Parti du Land de Brandebourg.

### Député du Bundestag
En 2009, Thomas Nord est élu dans sa circonscription par un mandat direct au Bundestag. Pendant la 17e législature, il travaille dans la Commission européenne. Il a aussi été membre suppléant de la commission de la culture et des médias, de même que de la commission de la Défense. Il a représenté son groupe die Linke comme vice-président des groupes d'amitié germano-polonais et germano-français . Pour la 18e législature, il devient membre de la commission de l'économie et de l'énergie et membre suppléant de la commission pour les Affaires européennes ainsi que membre de la sous-commission de la politique économique régionale. Il est président du groupe parlementaire d'amitié germano-polonais et vice-président du groupe parlementaire d'amitié germano-français. Il est aussi porte parole régional des députés brandebourgeois de die Linke.

### Collaborateur bénévole de la Sécurité d'État de la RDA
En mars 1990, à l'occasion des élections municipales à Berlin, Thomas Nord a rendu publique son activité comme collaborateur bénévole. « Par conviction politique, j'ai été collaborateur bénévole du Ministère de la Sécurité ». Thomas Nord parle d'une défaillance personnelle. « Dès lors, à chaque candidature pour une fonction ou un mandat, j'ai toujours attiré l'attention sur cette partie de ma biographie ». C'est à plusieurs reprises que les médias ont mis son passé sous les feux de la critique.
Le 25 février 2010, le groupe CDU/CSU a requis une procédure de contrôle à laquelle se sont joints les groupes SPD et FDP. Le groupe des Verts a mis en doute l'utilité de la procédure. Le 24 février 2011 s'est tenue l'audition du député Thomas Nord. Le 30 juin 2011, la commission chargée des élections, de l'immunité, du règlement intérieur a clos la procédure d'examen. L'enquête a démontré une activité avérée du député pour le Ministère de la Sécurité.
Il est indiqué dans le rapport que « Nord a été sollicité par le Ministère de la Sécurité lors de son service militaire au sein de la Marine en 1984. Des documents, il ressort que le Ministère de la Sécurité s'est intéressé à monsieur Nord en 1977 alors qu'il accomplissait un service de défense de quatre années au sein de la Marine. D'après une annotation d'un lieutenant en 1982, un contact advint avec monsieur Nord de septembre 1978 à octobre 1980. Il signa par conviction politique son engagement envers la Stasi et travailla sous le nom de code Marc Schindler ».
Comme chef du club de la jeunesse de Prenzlauer Berg, il a donné des informations sur des jeunes et des collègues qui exprimaient des critiques sur la RDA . Selon une décision du 28 février 1984, le dossier de classement de Thomas Nord comme collaborateur bénévole fut archivé et il devint GMS (collaborateur social pour la sécurité) et le resta jusqu'à la chute du Mur en 1989.
La commission chargée des élections tout comme Nord lui-même n'a pas exclu des conséquences négatives pour des personnes qui ont pu être concernées. « Mais aucune donnée concrète n'a pu être établie dans ce sens lors de l'enquête de la commission, qui aurait montré que le député Nord aurait porté tort à d'autres personnes du fait de son activité pour le Ministère de la Sécurité ».